# Пиетро Мочениго
Пиетро Мочениго (на италиански: Pietro Mocenigo) е 70–ти венециански дож от 1474 до 1476 г.
Според свидетелствата на неговите съвременници Пиетро Мочениго е човек със солидно образование и голям оратор. Изявен адмирал, през 1472 г. той превзема и разрушава Смирна като навлиза и в Мала Азия. На следващата година Мочениго поставя кралицата на Кипър Катерина Корнаро под протекцията на Венеция и по такъв начин скоро островът става притежание на републиката.
Пиетро Мочениго е избран за дож на 14 декември 1474 г. По време на неговото управление започват да секат сребърната лира, наречена на негово име „мочениго“. Краткото му управление завършва със смъртта му на 23 февруари 1476 г., когато той умира внезапно от заразна болест.
Неговият брат Джовани Мочениго по-късно става 72-ри дож.